# فرودگاه بین‌المللی کایتور
فرودگاه بین‌المللی کایتور (به انگلیسی: Kaieteur International Airport) یک فرودگاه همگانی با کد یاتا KAI است . این فرودگاه در کشور گویان قرار دارد و در ارتفاع ۲۹ متری از سطح دریا واقع شده است.